# Philonotis pergracilis
Philonotis pergracilis là một loài rêu trong họ Bartramiaceae. Loài này được Cardot mô tả khoa học đầu tiên năm 1911.